# Combrit
Combrit (bretonisch Kombrid) ist eine französische Gemeinde im Département Finistère mit 4.271 Einwohnern (Stand 1. Januar 2022).

## Lage
Der Ort liegt nahe der Atlantikküste im Südwesten der Bretagne am Fluss Odet und seinem Zufluss Corroac’h. Quimper liegt 18 Kilometer nördlich, Brest 60 Kilometer nordnordwestlich und Paris etwa 490 Kilometer östlich.

## Verkehr
Bei Quimper befinden sich die nächsten Abfahrten an der Schnellstraße E 60 (Brest-Nantes) und ein Regionalbahnhof an der überwiegend parallel verlaufenden Bahnlinie. Combrit selbst ist über die Départementsstraße D 44 mit seinen Nachbargemeinden verbunden.
Der Bahnhof von Brest ist Endpunkt des TGV Atlantique nach Paris. Die Flughäfen Aéroport de Brest Bretagne nahe Brest und Aéroport de Lorient Bretagne Sud bei Lorient sind die nächsten Regionalflughäfen.

## Bevölkerungsentwicklung
| Jahr                       | 1962 | 1968 | 1975 | 1982 | 1990 | 1999 | 2010 | 2017 |
| Einwohner                  | 2262 | 2233 | 2302 | 2495 | 2673 | 3165 | 3521 | 4092 |
| Quellen: Cassini und INSEE |      |      |      |      |      |      |      |      |

## Sainte-Marine

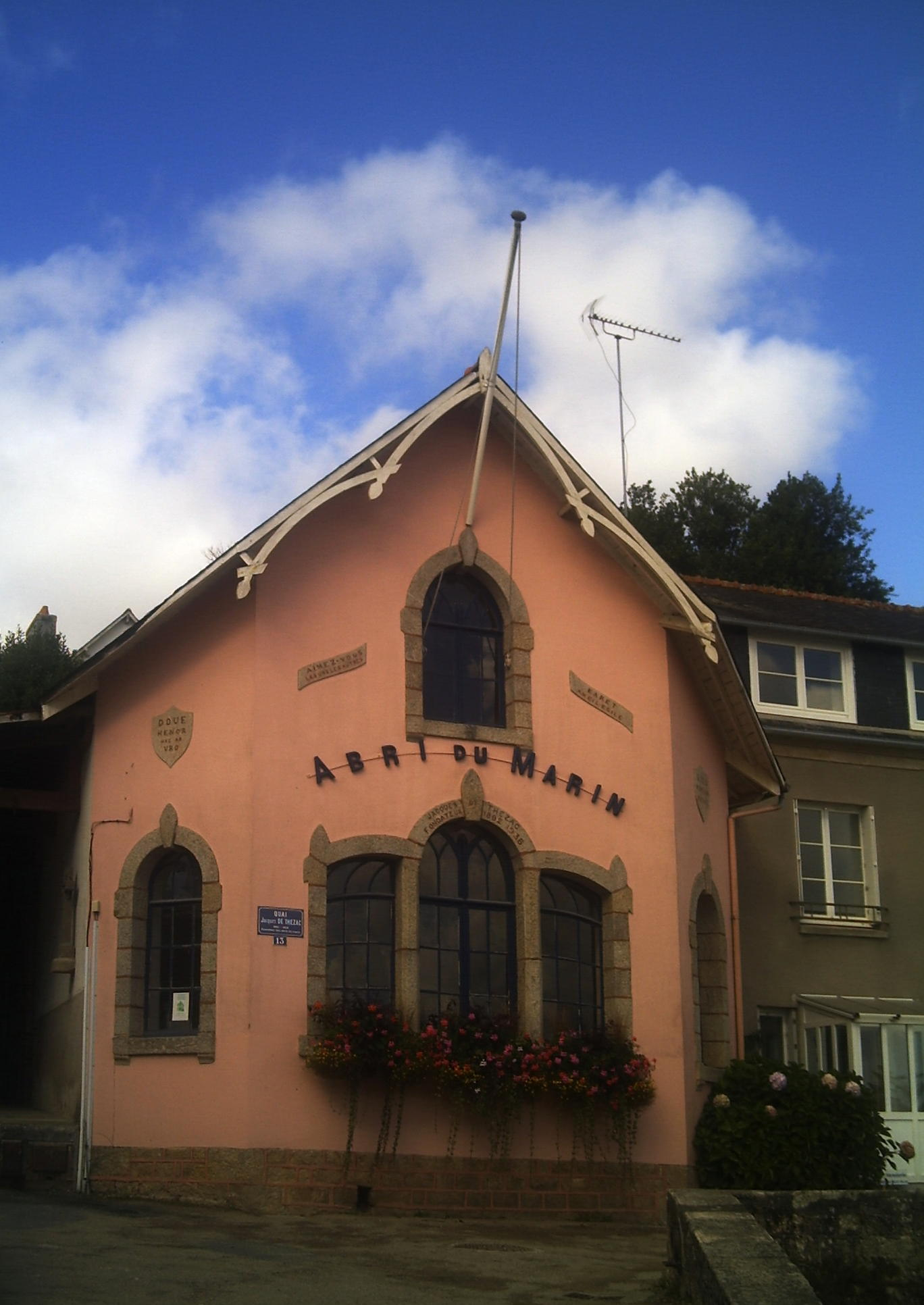
L’abri du marin

Zu Combrit gehört das Dörfchen Sainte-Marine, direkt am Odet-Ästuar gelegen. Benannt ist es nach seiner Kapelle aus dem 15./16. Jahrhundert, die Sainte Moran (später als Sainte Maraine und gegenwärtig als Sainte Marine bezeichnet) geweiht ist.
Der lokale Hafen war schon im Mittelalter ein wichtiger Umschlagplatz für Weine aus dem Bordelais und der Saintonge. Während der Religionskriege ließen sich hier Hugenotten nieder. 1675 wurde dort der Code paysan unterzeichnet, mit dem der Aufstand gegen die Papiersteuer (auch als „Révolte des Torreben“, dt. „Aufstand der Sturköpfe“, oder „Révolte des Bonnets rouges“ bekannt) gegen eine neue, von König Louis’ Minister Colbert anlässlich des Holländischen Krieges verordnete Steuer ein Ende fand.
Der Leuchtturm, der „Abri du marin“ („Unterschlupf des Seefahrers“, ein Monument historique), das befestigte Fort de Sainte-Marine von 1862, die Kirche St-Tugdual, die Kapelle Notre-Dame-de-la-Clarté, ein Sportboothafen und der Sandstrand sind wichtige Fixpunkte für den Tourismus. Während der Sommersaison verbindet eine Personenfähre Sainte-Marine mit Bénodet am gegenüberliegenden Odet-Ufer.
Seit 1983 besteht der Parc Botanique de Cornouaille.

## Gemeindepartnerschaft
Combrit unterhält seit 1973 eine Partnerschaft mit der Schwarzwälder Gemeinde Grafenhausen in Baden-Württemberg.